# Weserbahn GmbH
Die WeserBahn GmbH (WBG) ist ein Eisenbahnverkehrsunternehmen (EVU). Sie gehört vollständig der Bremer Straßenbahn AG (BSAG) und deckt deren Geschäftsbereich Bahn ab.  

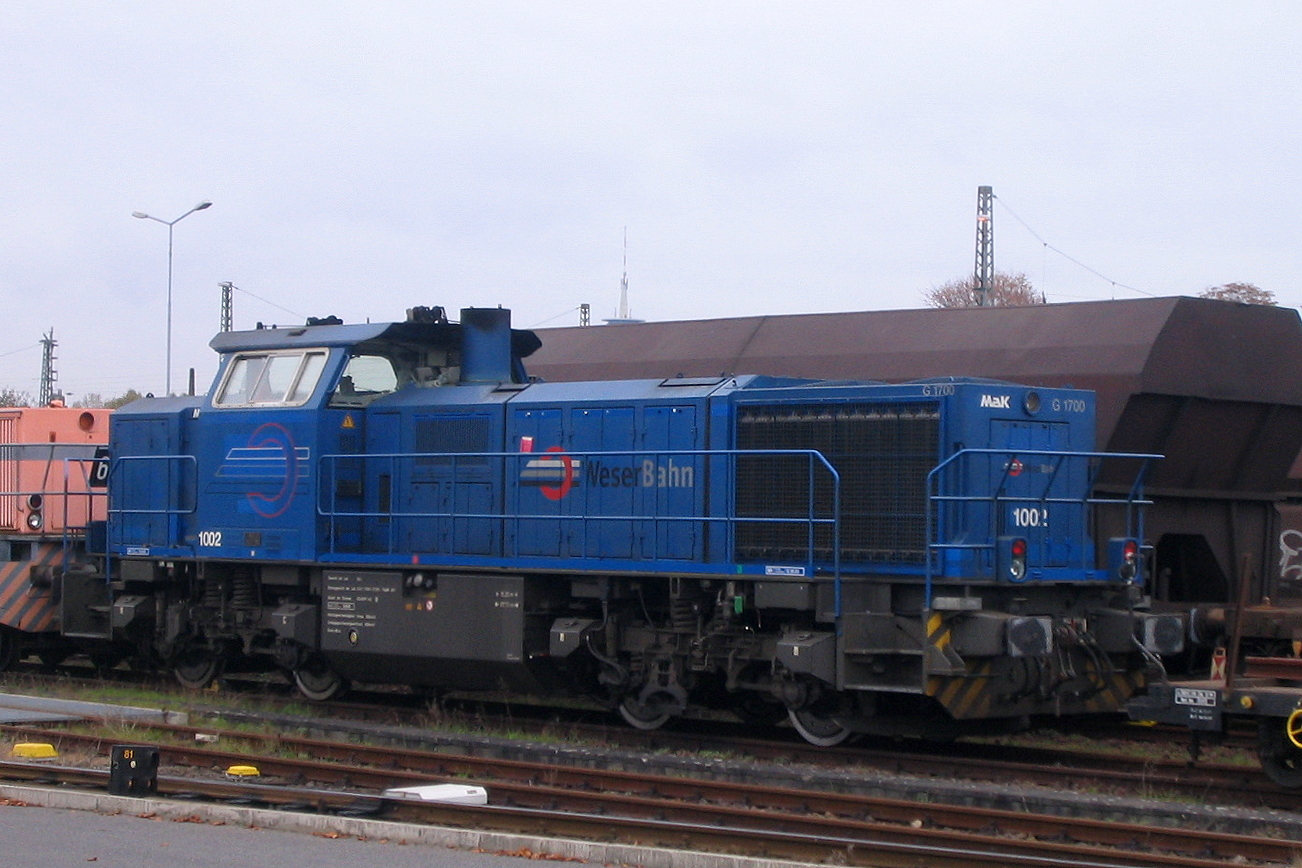
1002 der Weserbahn GmbH in Moers

Die WeserBahn GmbH ging 2001 aus der Bremer Vorortbahnen GmbH (BVG) hervor, welche  Omnibuslinien und ein Reisebüro betrieb. Sie führt den Betrieb der Bremen-Thedinghauser Eisenbahn GmbH (BTE). In der Zeit von 2001 bis 2003 hatte sie auch die Betriebsführung der Verkehrsbetriebe Grafschaft Hoya GmbH (VGH).
Geplant war eine Stadtbahnlinie 11 zwischen Bremen-Oberneuland und Delmenhorst, die in der Bremer Innenstadt auf den Straßenbahngleisen der BSAG, ansonsten auf Gleisen der DB verkehren sollte. Diese Planungen wurden jedoch auf unbestimmte Zeit zurückgestellt. 
Die WBG ist Gesellschafterin bei der BTE (10 % Anteile), der VGH (25,1 % Anteile) und der Jade-Weser-Bahn (10 % Anteile). Anfang Februar 2009 hat die WeserBahn zusammen mit der Eisenbahnen und Verkehrsbetriebe Elbe-Weser GmbH (EVB) die Jade-Weser-Bahn GmbH gegründet, die das Güterverkehrsgeschäft übernimmt. Dabei sollen der Seehafenhinterlandverkehr zu den Nordseehäfen sowie der regionale Schienengüterverkehr intensiviert werden.
Die Weserbahn hat derzeit eine Lokomotive im Bestand: Die  Lok mit der Nummer 1001 ist eine von der Bremen-Thedinghauser Eisenbahn angemietete LEW V 100.4.